# Bryce Dallas Howard

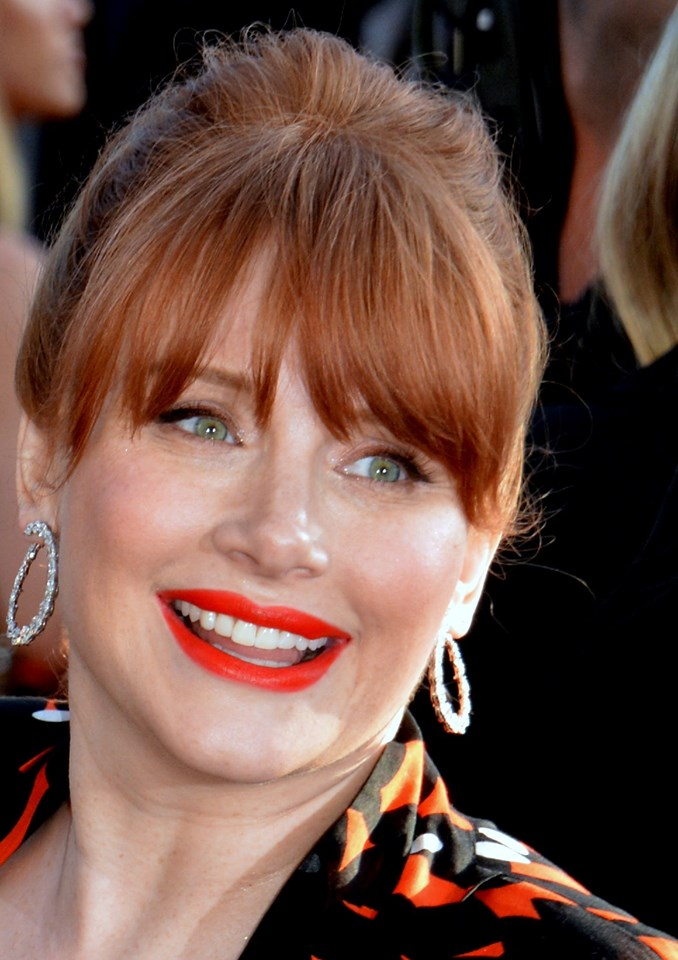
Bryce Dallas Howard in Cannes 2019

Bryce Dallas Howard (* 2. März 1981 in Los Angeles) ist eine US-amerikanische Schauspielerin und Filmregisseurin.

## Leben und Karriere
Bryce Dallas Howard ist die Tochter des Regisseurs Ron Howard. Ihr erster Vorname leitet sich vom Bryce Canyon ab, der für sein rotes Gestein bekannt ist; ihr zweiter Vorname leitet sich von der texanischen Stadt Dallas ab, in der sie gezeugt wurde. Sie studierte an der Tisch School of the Arts der New York University sowie am Stella Adler Conservatory und sammelte erste Erfahrungen als Theaterschauspielerin am Broadway.
Bekannt wurde sie vorwiegend mit M. Night Shyamalans The Village – Das Dorf (2004) und Das Mädchen aus dem Wasser (2006). 2007 spielte sie die Rolle der Gwen Stacy in Spider-Man 3. 2009 war sie im vierten Teil der Terminator-Filmreihe, Terminator: Die Erlösung, in der Rolle der Kate Connor zu sehen. 2009 übernahm Howard die Rolle der Victoria im dritten Teil der Twilight-Saga Eclipse – Biss zum Abendrot (2010). Damit ersetzte sie Rachelle Lefèvre, die vorher die Victoria in Twilight – Bis(s) zum Morgengrauen und New Moon – Bis(s) zur Mittagsstunde gespielt hatte.
Unter der Regie von Clint Eastwood war sie 2010 in Hereafter – Das Leben danach neben Matt Damon zu sehen. In dem Drama The Help spielte sie 2011 die Rolle der Hilly Holbrook. Dabei kam sie an der Seite von Emma Stone und Viola Davis zum Einsatz. Der Film beruht auf dem gleichnamigen Buch von Kathryn Stockett, das die Arbeit von afroamerikanischen Hausangestellten in den Haushalten weißer Familien zu Beginn der 1960er Jahre in den US-Südstaaten thematisiert.

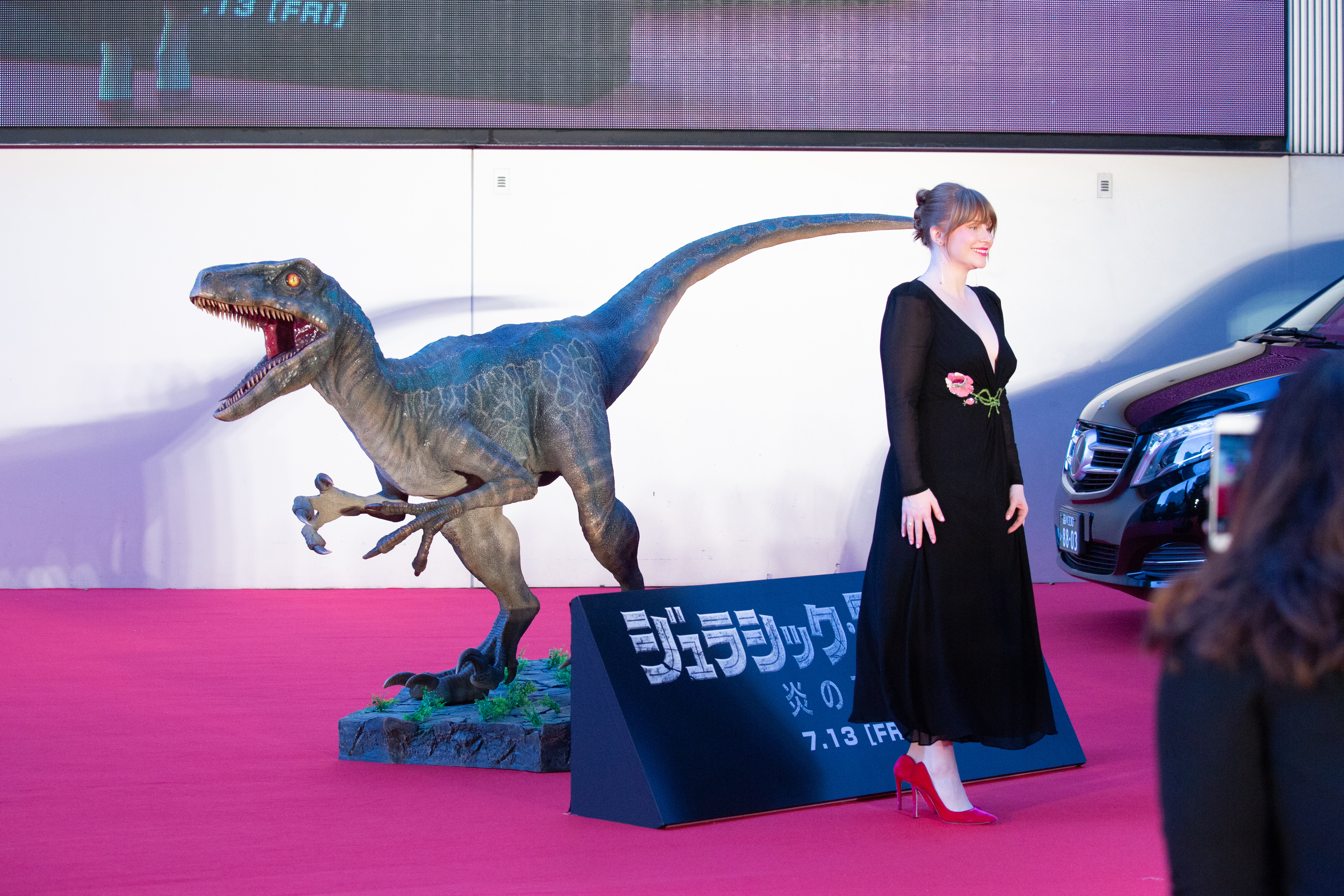
Howard bei der Premiere von Jurassic World: Das gefallene Königreich in Tokio (2018)

Für Jurassic World, die dritte Fortsetzung von Jurassic Park, stand sie ab April 2014 in der Hauptrolle der Claire Dearing vor der Kamera, die sie auch 2018 in der Fortsetzung Jurassic World: Das gefallene Königreich sowie 2022 in der Fortsetzung Jurassic World: Ein neues Zeitalter verkörperte. Im Herbst 2015 drehte sie mit Matthew McConaughey das Filmdrama Gold – Gier hat eine neue Farbe.
Howard ist auch als Regisseurin aktiv. Nach den Kurzfilmen Orchids (2006) und When You Find Me (2011) war sie an dem Film Nennt mich verrückt! (2013) beteiligt. Mit Dads (2019) inszenierte sie einen Dokumentarfilm. Außerdem ist sie an der Serie The Mandalorian als Regisseurin beteiligt.
Im Jahr 2017 wurde sie in die Academy of Motion Picture Arts and Sciences (AMPAS) aufgenommen, die jährlich die Oscars vergibt.
Nach fünfjähriger Beziehung ist Howard seit dem 17. Juni 2006 mit dem Schauspieler Seth Gabel verheiratet. Ein gemeinsamer Sohn wurde im Februar 2007 geboren. Im Januar 2012 gebar Howard eine Tochter.

## Filmografie
Als Darstellerin
- 1989: Eine Wahnsinnsfamilie (Parenthood, nicht im Abspann)
- 1995: Apollo 13 (nicht im Abspann)
- 2000: Der Grinch (How the Grinch Stole Christmas)
- 2004: Book of Love
- 2004: The Village – Das Dorf (The Village)
- 2005: Manderlay
- 2006: Das Mädchen aus dem Wasser (Lady in the Water)
- 2006: As You Like It
- 2007: Spider-Man 3
- 2008: Good Dick
- 2008: Das Mädchen mit dem Diamantohrring (The Loss of a Teardrop Diamond)
- 2009: Family Guy (Fernsehserie, Folge 7x14, Stimme)
- 2009: Terminator: Die Erlösung (Terminator Salvation)
- 2010: Despair (Kurzfilm)
- 2010: Eclipse – Biss zum Abendrot (The Twilight Saga: Eclipse)
- 2010: Hereafter – Das Leben danach (Hereafter)
- 2011: The Help
- 2011: 50/50 – Freunde fürs (Über)Leben (50/50)
- 2015: Jurassic World
- 2016: Elliot, der Drache (Pete’s Dragon)
- 2016: Black Mirror (Fernsehserie, Folge 3x01)
- 2016: Gold – Gier hat eine neue Farbe (Gold)
- 2018: Jurassic World: Das gefallene Königreich (Jurassic World: Fallen Kingdom)
- 2019: Die unglaublichen Abenteuer von Bella (A Dog’s Way Home, Stimme)
- 2019: Rocketman
- 2022: Jurassic World: Ein neues Zeitalter (Jurassic World Dominion)
- 2022: Star Wars: Geschichten der Jedi (Tales of the Jedi, Fernsehserie, Folge 1x04, Stimme)
- 2024: Argylle
- 2025: Deep Cover

Als Regisseurin
- 2013: Nennt mich verrückt! (Call Me Crazy: A Five Film, Fernsehfilm)
- 2013: Vanity Fair: Decades (Miniserie, Folge 1x06)
- 2019: Dads (Dokumentarfilm)
- 2019–2023: The Mandalorian (Fernsehserie, 3 Folgen)
- 2022: Das Buch von Boba Fett (The Book of Boba Fett, Fernsehserie, Folge 1x05)
- 2024: Star Wars: Skeleton Crew (Fernsehserie, Folge 1x06)

## Auszeichnungen (Auswahl)
Critics’ Choice Movie Award

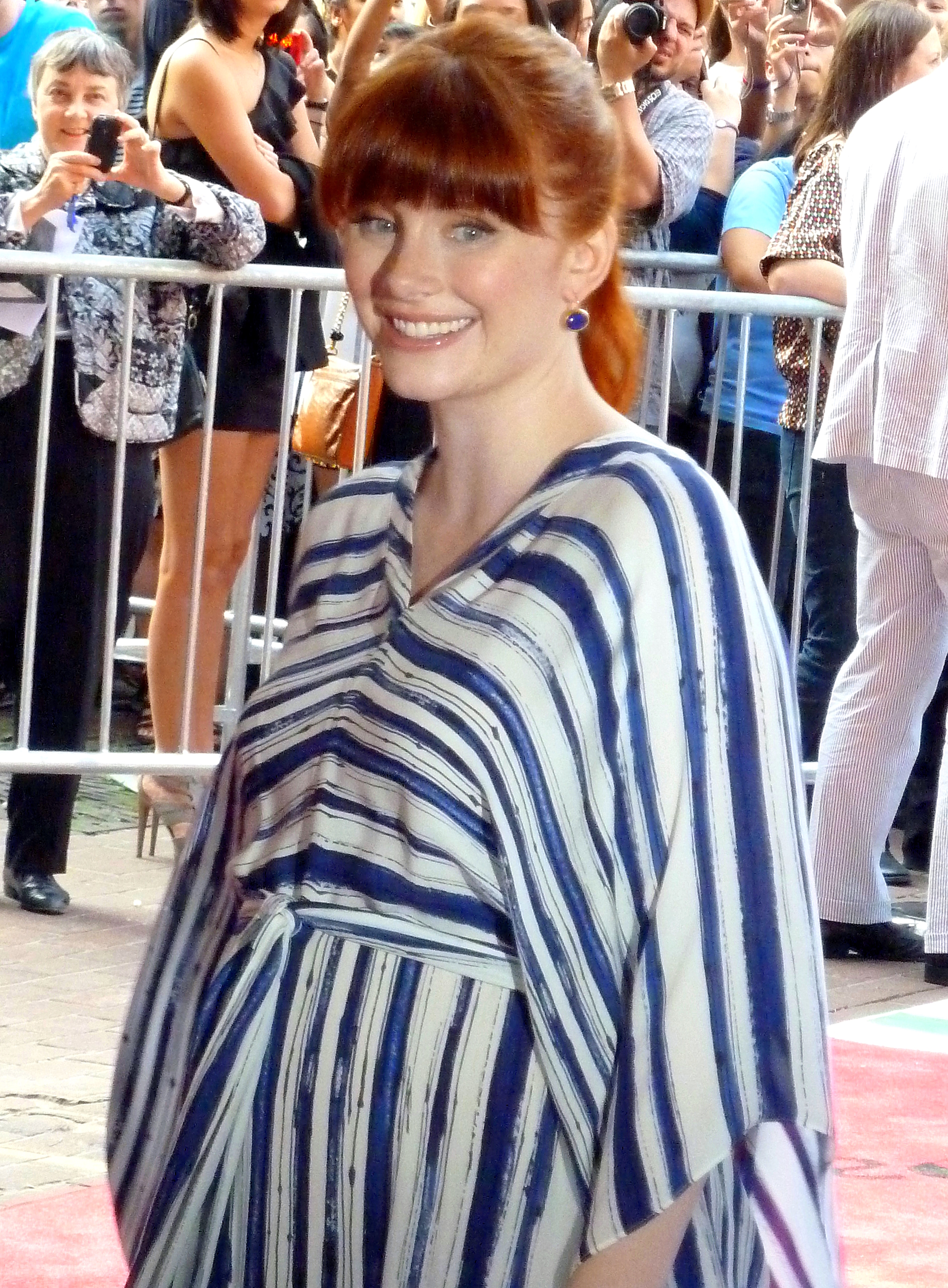
Howard (2011)

- 2016: Nominierung in der Kategorie Beste Hauptdarstellerin – Actionfilm für Jurassic World

Empire Award
- 2005: Nominierung in der Kategorie Beste Darstellerin für The Village – Das Dorf
- 2005: Nominierung in der Kategorie Beste Neuentdeckung für The Village – Das Dorf

Golden Globe
- 2008: Nominierung in der Kategorie Beste Hauptdarstellerin – Mini-Serie oder TV-Film für As You Like It

Goldene Himbeere
- 2023: Nominierung in der Kategorie Schlechteste Schauspielerin für Jurassic World: Ein neues Zeitalter
- 2025: Nominierung in der Kategorie Schlechteste Schauspielerin für Argylle

National Board of Review Award
- 2011: Bestes Schauspielensemble (zusammen mit der Besetzung) für The Help

People’s Choice Award
- 2018: Nominierung in der Kategorie Beste Darstellerin für Jurassic World: Das gefallene Königreich

Robert
- 2006: Nominierung in der Kategorie Beste Hauptdarstellerin für Manderlay

Satellite Award
- 2011: Bestes Ensemble (zusammen mit der Besetzung) für The Help

Saturn Award
- 2017: Nominierung in der Kategorie Beste Nebendarstellerin für Gold – Gier hat eine neue Farbe

Screen Actors Guild Award
- 2012: Bestes Schauspielensemble (zusammen mit der Besetzung) für The Help
- 2017: Nominierung in der Kategorie Beste Darstellerin in einem Fernsehfilm oder Miniserie für Black Mirror

Weitere
- 2019: Hasty Pudding Woman of the Year